# Pierre-Bénite
Pierre-Bénite är en kommun i departementet Rhône i regionen Auvergne-Rhône-Alpes i östra Frankrike. Kommunen ligger i kantonen Irigny som tillhör arrondissementet Lyon. År 2021 hade Pierre-Bénite 10 515 invånare.

## Befolkningsutveckling
Antalet invånare i kommunen Pierre-Bénite
| Referens: INSEE |